# Jonathan Phillips (Eishockeyspieler)
Jonathan „Jono“ Phillips (* 14. Juli 1982 in Cardiff, Wales) ist ein ehemaliger britischer Eishockeyspieler, der den Großteil seiner aktiven Karriere zwischen 1997 und 2023 bei den Cardiff Devils und den Sheffield Steelers in der Elite Ice Hockey League auf der Position des Stürmers gespielt hat. Mit den Steelers wurde er fünfmal britischer Meister. Er ist Rekordspieler der britischen Nationalmannschaft.

## Karriere
Jonathan Phillips begann seine Karriere als Eishockeyspieler bei Cardiff Rage in seiner Geburtsstadt. 1999 wechselte er zu den Cardiff Devils, die damals in der Ice Hockey Superleague, der damals höchsten britischen Spielklasse, spielten. Nachdem er in der Spielzeit 2000/01 neben seinen Einsätzen für die Devils auch für einige Zeit bei Basingstoke Bison aus der zweitklassigen British National League (BNL) auf dem Eis gestanden hatte, wechselte er 2001 zu den Milton Keynes Kings in die BNL. Aber nach nur einem Jahr kehrte er zu den Cardiff Devils, die inzwischen auch in der BNL starteten, zurück. Von 2003 bis 2006 nahm er mit den Devils an der neu gegründeten Elite Ice Hockey League (EIHL) teil. Von 2006 an stand er bei den Sheffield Steelers unter Vertrag, die ebenfalls in der EIHL spielen. Von 2007 bis 2013 war er Kapitän des Teams aus Yorkshire, mit dem er 2008, 2009, 2011, 2015 und 2016 britischer Meister wurde. 2014 und 2017 gewann er mit seinem Team zudem die Play-off-Meisterschaft der Liga. 2020 gelang der Sieg im EIHL-Cup. Von 2007 bis 2013 war er und ab 2014 war er Kapitän des Teams. Für Cardiff und Sheffield absolvierte er über 900 Spiele in der EIHL.
Während der Saison 2020/21, die wegen der COVID-19-Pandemie nur rudimentär ausgetragen wurde, absolvierte er acht Spiele beim EHF Passau Black Hawks in der drittklassigen deutschen Oberliga-Süd. Zudem gewann er in der Spielzeit mit den Sheffield Steeldogs den Pokalwettbewerb der National Ice Hockey League. Im Mai 2023 beendete der 40-Jährige seine aktive Karriere.

### International
Für Großbritannien nahm Phillips im Juniorenbereich an der U18-B-Weltmeisterschaft 1999 und der U18-Weltmeisterschaft der Europadivision I 2000 sowie der U20-C-Weltmeisterschaft 2000 und den U20-Titelkämpfen der Division II 2001 und 2002 teil.
Im Seniorenbereich stand er im Aufgebot seines Landes bei den Weltmeisterschaften der Division I 2003, 2004, 2005, 2006, 2007, 2008, 2010, 2011, 2012, 2013, 2014, 2015, 2016, als er zum besten Spieler seiner Mannschaft gewählt wurde, 2017, 2018, als den Briten erstmals seit dem Abstieg 1994 der Sprung auf die höchste Stufe der Weltmeisterschaften gelang, und nach dem zwischenzeitlichen Abstieg auch 2023, als der sofortige Wiederaufstieg gelang. In der Top-Division spielte er dann bei den Weltmeisterschaften 2019, 2021 und 2022. Dabei fungiert er seit 2010 als Mannschaftskapitän der Briten. Zudem stand er für seine Farben bei den Qualifikationsturnieren für die Olympischen Winterspiele 2010 in Vancouver, 2014 in Sotschi, 2018 in Pyeongchang und 2022 in Peking auf dem Eis. Seit 2012 war er Kapitän der britischen Mannschaft. Mit 118 Länderspielen ist er Rekordspieler seines Landes.

## Erfolge und Auszeichnungen
| - 2008 Britischer Meister mit den Sheffield Steelers - 2009 Britischer Meister mit den Sheffield Steelers - 2011 Britischer Meister mit den Sheffield Steelers - 2014 Playoff-Meister der Elite Ice Hockey League mit den Sheffield Steelers - 2015 Britischer Meister mit den Sheffield Steelers | - 2016 Britischer Meister mit den Sheffield Steelers - 2017 Playoff-Meister der Elite Ice Hockey League mit den Sheffield Steelers - 2020 Gewinn des EIHL-Cups mit den Sheffield Steelers - 2021 Gewinn des NIHL-Cups mit den Sheffield Steeldogs |

### International
- 2017 Aufstieg in die Division I, Gruppe A bei der Weltmeisterschaft der Division I, Gruppe B
- 2018 Aufstieg in die Top-Division bei der Weltmeisterschaft der Division I, Gruppe A
- 2023 Aufstieg in die Top-Division bei der Weltmeisterschaft der Division I, Gruppe A